# Praia do Norte
Praia do Norte é uma freguesia portuguesa do município da Horta, na Ilha do Faial, Região Autónoma dos Açores, com 14,0 km² de área e 257 habitantes (censo de 2021). A sua densidade populacional é 18,4 hab./km².
A freguesia integra os lugares de Fajã da Praia do Norte, Praia de Baixo e Praia de Cima. É a freguesia da ilha do Faial menos populosa.
A área da freguesia integra parte do Complexo vulcânico do Capelo. As suas altas falésias são geo-monumentos de grande interesse científico. Possui uma fajã com areal voltada para a Baía da Ribeira das Cabras, a Fajã da Praia do Norte.

## Demografia
A população registada nos censos foi:
| Distribuição da População por Grupos Etários | Distribuição da População por Grupos Etários | Distribuição da População por Grupos Etários | Distribuição da População por Grupos Etários | Distribuição da População por Grupos Etários |
| -------------------------------------------- | -------------------------------------------- | -------------------------------------------- | -------------------------------------------- | -------------------------------------------- |
| Ano                                          | 0-14 Anos                                    | 15-24 Anos                                   | 25-64 Anos                                   | > 65 Anos                                    |
| 2001                                         | 46                                           | 48                                           | 119                                          | 46                                           |
| 2011                                         | 39                                           | 35                                           | 141                                          | 35                                           |
| 2021                                         | 30                                           | 29                                           | 148                                          | 50                                           |

## História, Monumentos e Museus

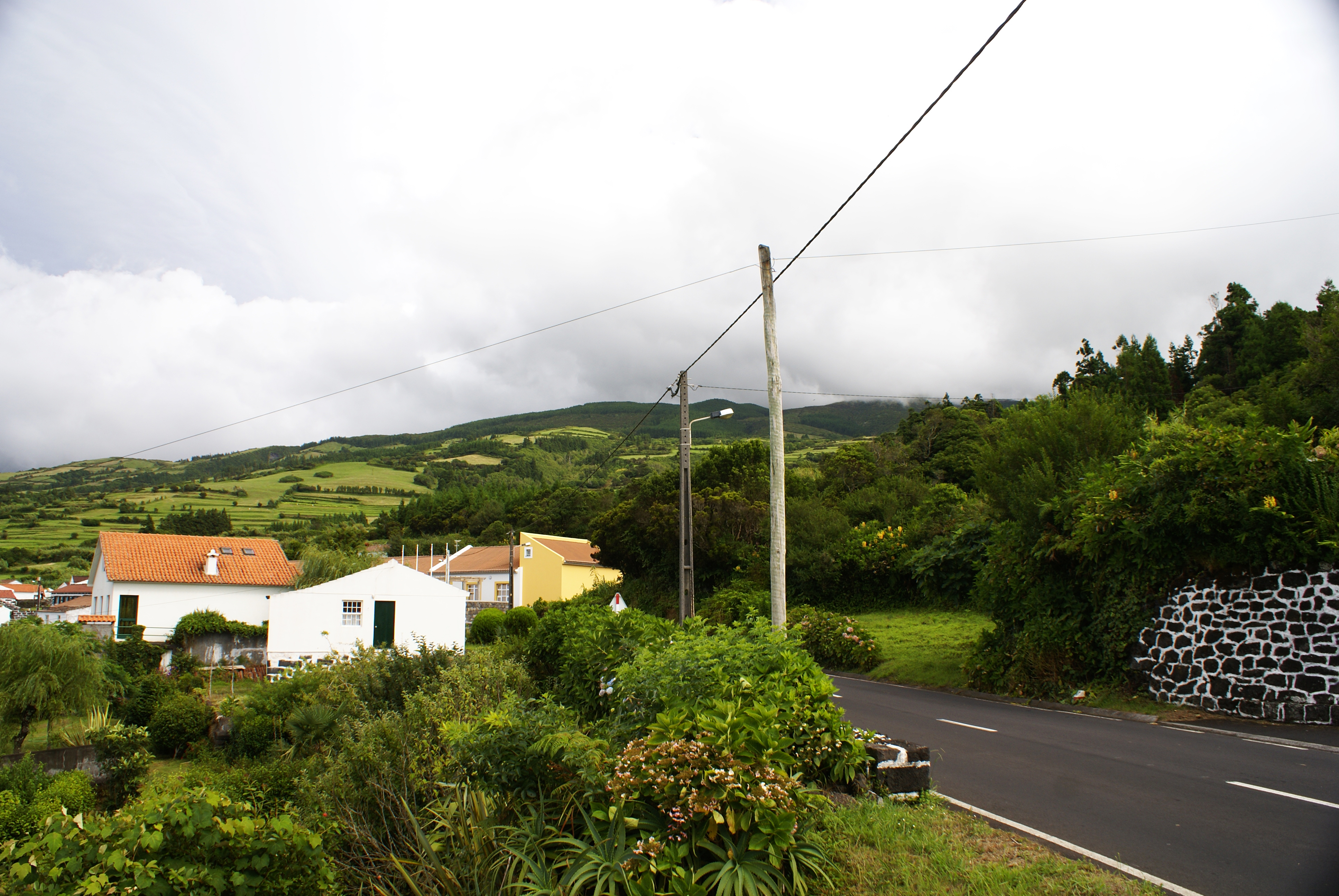
Praia do Norte, vista parcial.

A Praia do Norte e sua igreja, cuja data de construção é desconhecida, embora muito antiga e que foi destruída pela erupção vulcânica que destruiu a localidade em 1672, é referida pela primeira vez em 30 de Junho de 1568. O seu solo fora, desde muito cedo, conhecido como bastante fértil em cereais, leguminosas e frutas de todos os géneros.
Segundo frei Diogo das Chagas (Santa Cruz das Flores, c. 1584 — Angra c. 1661), na sua obra "Espelho Cristalino", pág. 478, a freguesia tinha 274 habitantes distribuídos por 77 fogos em 1643.
A primitiva igreja que foi destruída pela erupção do Vulcão do Cabeço do Fogo, em 1672, situava-se no sitio exacto onde actualmente existe um Nicho como memorial do acontecimento. Este Nicho localiza-se na bifurcação da Estrada de Regional com a estrada que vai para o Norte Pequeno.
O derrame lávico do Cabeço do Fogo que cobriu os extensos campos de terra arável da Praia do Norte levou ao dispersar da população local, ao ponto da freguesia da Praia do Norte ser extinta e integrada na freguesia do Capelo.
Anos após a erupção, os seus habitantes retornaram aos poucos e gradualmente voltaram a proceder ao amanho dos campos, procedendo à plantação de vinhedos, figueiras e outras árvores de fruto, vindo novamente a transformar a Praia do Norte numa fértil região agrícola.
No Século XVIII, a freguesia já tinha 712 habitantes distribuídos por 180 fogos. Na Fajã da Praia, em 1787, é edificada a Ermida de Nossa Senhora da Penha de França, pelo madalense José Nunes da Silveira.
A Igreja de Nossa Senhora das Dores construída em 1797 e destruída pela erupção vulcânica do Vulcão dos Capelinhos foi substituída pela Igreja de Nossa Senhora das Dores em 1960.
A Praia do Norte é elevada novamente a freguesia, através dum alvará régio datado de 1 de Outubro de 1839, no entanto será apenas no ano de 1845 que celebrará definitivamente a sua elevação a freguesia.
A igreja da localidade é destruída durante a crise sísmica do Vulcão dos Capelinhos, cuja erupção se iniciou em 27 de Setembro de 1957, obrigando assim à construção de um novo templo. Das obras que tiveram início em 1960 e terminaram um ano depois em 1961, nasceu a nova Igreja de Nossa Senhora das Dores que se apresenta como um templo verdadeiramente moderno.

### Erupção de 1672
Segundo Américo Costa, no seu Dicionário Corográfico, grande parte dos habitantes de ambas as freguesias ficaram atemorizados com a crise sísmica. Abandonaram as suas moradias e se abrigaram em pequenas barracas. Todavia, "subitamente, a uma hora da madrugada, ouviu-se um formidável ribombo, seguido imediatamente de violentíssima erupção vulcânica.
Dois rios de lava incandescente tomaram respectivamente as direcções do Norte e do Sul, tendo esta última destruído a povoação que existia na Ribeira do Cabo, Freguesia do Capelo. O rio de lava do Norte, depois de breve pausa no lugar de Lameiros, alcançou a freguesia de Praia do Norte, converteu-se num montão de pedras negras e terra calcinada.
O casario da povoação e os seus campos ficaram completamente destruídos. No entanto, parece não ter havido perdas humanas a lamentar. Mas, foi "tal o pânico produzido pela catástrofe no espírito dos habitantes da Praia do Norte, que em acção de graças por lhe terem sobrevivido, fizeram voto de festejar o Divino Espírito Santo, dando em seu louvor, no dia de Pentecostes, 1 000 esmolas aos pobres, compostas de pão, carne e vinho, voto que se transmitiu de geração em geração".

### Navio Encalhado na Fajã
A 9 de Dezembro de 2005 encalha o navio CP Valour na Baía da Ribeira das Cabras.
 O pequeno derrame de fuelóleo marítimo já foi recolhido do local e armazenado para ser enviado para Lisboa. O derrame ficou confinado entre o navio e a Praia da Fajã, numa faixa de cerca de 300 metros. O Departamento de Oceanografia e Pescas (sigla DOP) da Universidade dos Açores fez saber junto das identidades competentes do riscos ambientais de um derrame de fuelóleo marítimo da zona, e que devido as fortes correntes na zona, poderá alcançar o Canal da ilha de São Jorge e o Canal do Faial. O Governo Regional dos Açores, na pessoa do seu Presidente, Carlos Manuel Martins do Vale César, quer sejam tomados todos os procedimentos que afastem qualquer motivo de perigosidade, quer do ponto vista ambiental, das pessoas e da remoção posterior do navio.
O navio que navegava sob a bandeira das Bermudas, seguia de Montreal, do Canadá, para Valência, na Espanha. Autorizado a fundear na Baía da Ribeira das Cabras, em busca de abrigo para fazer fazer reparações, terá aproximado excessivamente dos baixios da Fajã da Praia. O navio, que não está equipado com grua, têm 180 metros de comprimento e transporta 800 contentores de 40 pés, dos quais, somente o seu conteúdo de 3 contentores é perigoso para meio ambiente. Tem ainda a bordo cerca de 2 mil toneladas de fuelóleo. As várias tentativas para desencalhar o navio têm sido dificultadas pelas dificultosas condições meteorológicas e as fortes correntes.
Os rebocadores da Capitania do Porto da Horta, "São Luís", e do Porto de Ponta Delgada, "São Miguel", pouco puderam fazer. Mesmo com a chegada do rebocador oceânico russo "Fortiy Frilov", com um elevado poder de tracção, auxiliado por um barco draga-areia, pouco puderam fazer devido ao risco de o "CP Valour" se partir pelo meio e devido ao retorno das areias. A preocupação maior reside em fazer o mais breve possível a transfega do combustível a bordo. Depois, terá de ser feita a transferência de alguns contentores de modo a aliviar o peso do navio, e assim, facilitar o seu desencalhe. Um helicóptero Puma da Força Aérea Portuguesa auxiliou nas operações.
As operações de remoção do navio foram coordenadas pela Marinha de Guerra. O encalhe do navio "Canada Pacific Valour" tem servido para chamar a atenção do Mundo para a Fajã da Praia, na Ilha do Faial, e para necessidade de nos Açores existirem meios de adequados para pronta intervenção em caso de desastre marítimo.
A 20 de setembro de 2006 (9 meses e onze dias depois do encalhe), a equipa da empresa SvitzerWijsmuller, com a ajuda do rebocador dinamarquês "Mærsk Achiever" retirou o navio encalhado da Praia da Fajã.

## Tradições, Festas e Curiosidades

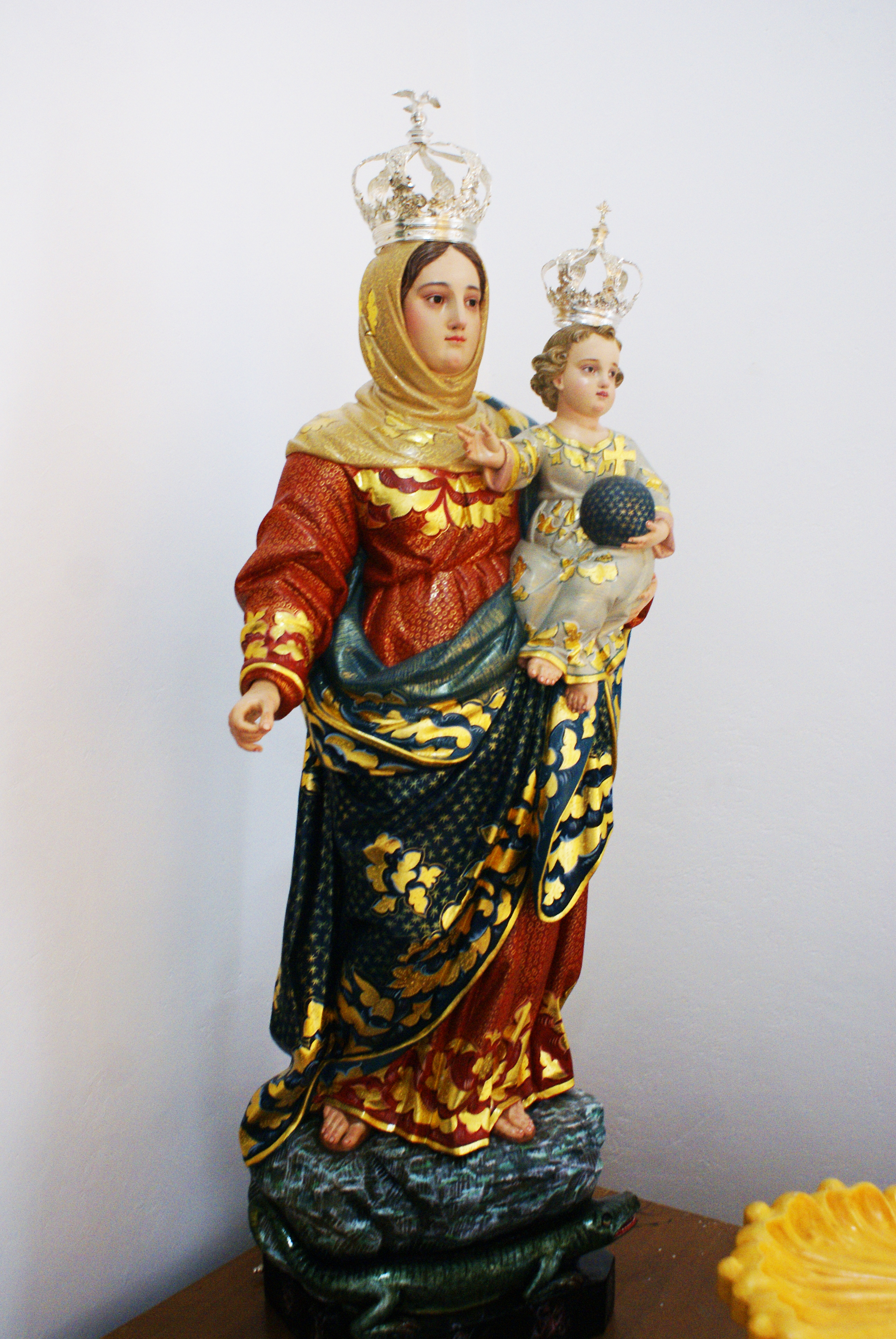
Imagem da Nossa Senhora da Penha de França, Ermida de Nossa Senhora da Penha de França, Praia do Norte, concelho de Horta, ilha do Faial, Açores

As suas festas, nomeadamente, as festas do culto do Espírito Santo, são muito concorridas. O mesmo se poderá dizer das festas de São Pedro (29 de Junho), de N. Sra. da Penha de França (8 de Setembro) e de N. Sra. das Dores (no domingo seguinte ao dia 15 de Setembro).
O artesanato, contribui também para o incremento económico da freguesia. Produzem-se interessantes trabalhos em vime, casca de milho, sendo ainda de salientar as suas rendas e bordados.
A sua gastronomia, caracteriza-se pelo inhame com linguiça, pelo cozido de carne de porco salgada, pelos torresmos de vinha de alho, bolo de milho, massa sovada, filhós e pela rosquilha.

## Economia
Em meados do Século XX, as vinhas sofreram um grande flagelo, e os laranjais e campos de batata registaram significativas perdas. Desenvolvera-se a pesca e a construção de embarcações, como as principais fontes de rendimento. Todavia, a agricultura, apesar de todas as crises registadas, sobretudo, com a Erupção de 1672, parece ter tido sempre uma importância muito especial para as gentes de Praia do Norte. Praia do Norte, actualmente, para além da actividade agrícola, faz ainda representar no seu quadro de desenvolvimento económico a exploração pecuária, a extracção da pedra e da areia do mar e ainda o pequeno comércio. O artesanato, contribui também para o incremento económico da freguesia.

## Personalidades ligadas à freguesia
- Eduíno Rocha, médico e empresário.